# Tetrahydrofuran
Tetrahydrofuran (běžně zkracovaný THF, systematicky oxolan) je nasycená pětičlenná kyslíkatá heterocyklická organická látka používaná jako polární rozpouštědlo. THF je běžně používána pro lepení PVC dílů při výrobě zdravotních prostředků jako jsou hadičkové systémy, dialyzační sety atd.

## Výroba
THF se vyrábí kysele katalyzovanou dehydratací butan-1,4-diolu nebo oxidací butanu na maleinanhydrid a následnou katalytickou hydrogenací.

## Použití jako rozpouštědlo
THF se používá jako polární aprotické rozpouštědlo, často jako alternativa diethyletheru, např. pro hydroborace nebo Grignardovy reakce. Pro takové účely je potřeba ho vysušit, protože je mísitelný s vodou. To se provádí destilací nad sušidly. Zde hrozí nebezpečí exploze, zejména při úplném vydestilování do sucha, zakoncentrováním peroxidů, které mohou vznikat reakcí THF se vzdušným kyslíkem:
Možným řešením je nechávat vždy v destilační baňce destilační zbytek.
Nebo se THF stabilizuje komerční pomocí butylhydroxytoluenu, což minimalizuje toto riziko také.

## Použití jako kopolymeru
Tetrahydrofuran lze polymerovat kationtovým mechanismem za přítomnosti Lewisových kyselin za tvorby polytetrahydrofuranu, také zvaného jako poly(tetramethylen ether) glykol.

Strukturní vzorec polytetrahydrofuranu

Vzniklý oligomerický polydiol (polytetrahydrofuran) společně s polyurethanem vytváří polyadičním mechanismem elastický materiál, známý jako Spandex, Lycra nebo Elastan, užívané především ve sportu.